# Station Provins
Station Provins is een spoorwegstation in de Franse gemeente Provins. Het is het eindpunt van de treinen van Transilien lijn P.

## Vorige en volgende stations
| Richting    | Vorig station       | Lijn      | Volgend station | Richting |
| ----------- | ------------------- | --------- | --------------- | -------- |
| Paris-Est   | Champbenoist Poigny | Trans P   | Eindpunt        | Eindpunt |
| Longueville | Poigny              | (Per bus) | Eindpunt        | Eindpunt |